# Parlamentní volby na Slovensku 2012
Volby do Národní rady Slovenské republiky 2012 se konaly v sobotu 10. března 2012. Jejich konání schválila NR SR dne 13. října 2011. Stalo se tak následkem pádu vlády Ivety Radičové. Poměrným systémem s 5% uzavírací klauzulí bylo voleno všech 150 poslanců Národní rady v jednom volebním obvodě zahrnujícím celé Slovensko. Ve volbách zvítězil SMER-SD, který získal 44,41% a parlamentní většinu 83 mandátů. Na druhém místě skončilo KDH, jež získalo 8,82% a 16 mandátů. Na třetím místě skončilo hnutí OĽaNO se ziskem 8,55% a rovněž 16 mandátů. Volební účast činila 59,11%.

## Výsledky voleb

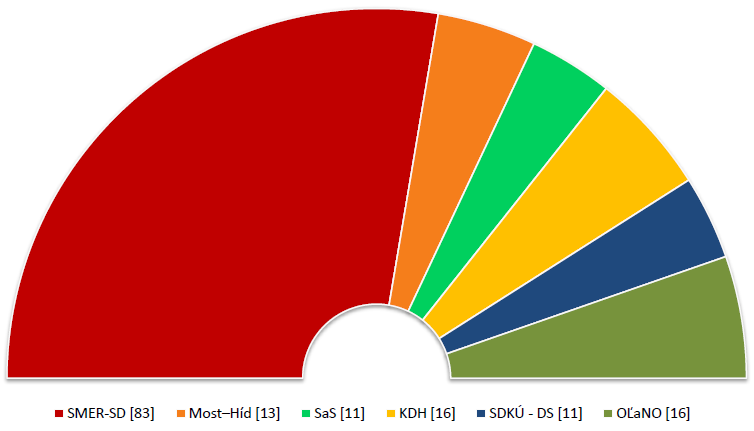
Rozložení mandátů v NR SR po Parlamentních volbách 2012

Předčasných voleb do NR SR se z 4 392 451 oprávněných občanů zúčastnilo 2 596 443 voličů, kteří odevzdali 2 553 726 platných hlasů. Volební účast nakonec vystoupala na 59,11 %.
Volby s očekáváním vyhrála středolevicová strana SMER – sociálna demokracia. Hlas jí odevzdalo 44,41 % voličů, tedy více než jeden milion voličů a díky 83 získaným mandátům si zajistila nadpoloviční většinu v parlamentu. Druhé skončilo středopravicové Křesťanskodemokratické hnutí, které se ziskem 8,82 % obsadilo 16 mandátů. Stejný počet křesel mělo i třetí nejsilnější hnutí Obyčejní lidé a nezávislé osobnosti, jež získalo 8,55 %. Následovala strana Most-Híd se ziskem 6,89 % hlasů, což jí přineslo 13 mandátů. Teprve na pátém místě se umístila bývalá nejsilnější pravicová strana SDKÚ-DS, které odevzdalo hlas 6,09 % oprávněných voličů, a získala tak 11 mandátů. Stejný počet poslanců měla i nejmenší parlamentní strana Svoboda a Solidarita, jež si vybojovala hlasy 5,88 % oprávněných voličů.
Před branami parlamentu zůstala nacionální Slovenská národní strana s 4,6 % a dále strana maďarské menšiny SMK-MKP se ziskem 4,3 %. Strana 99% - občiansky hlas, které předvolební průzkumy přisoudily až 16 mandátů, skončila se ziskem pouhých 1,6 % hlasů.
Ve volbách propadlo 493 450 tisíc platných hlasů, největším podílem od voličů SNS a SMK-MKP, které se do parlamentu nedostaly.
Slovenský tisk po volbách informoval, že za drtivé vítězství SMER-SD mohou samy středopravicové strany a jejich vzájemné neshody, které vyústily do předčasných voleb už po necelých dvou letech od nástupu vlády Ivety Radičové.

|                        | SMER-SD     | KDH         | OĽaNO        | Most-Híd    | SDKÚ-DS          | SaS           |
| ---------------------- | ----------- | ----------- | ------------ | ----------- | ---------------- | ------------- |
| Volební lídr           | Robert Fico | Ján Figeľ   | Igor Matovič | Béla Bugár  | Mikuláš Dzurinda | Richard Sulík |
| Počet hlasů            | 1 134 280   | 225 361     | 218 537      | 176 088     | 155 744          | 150 266       |
| Podíl                  | 44,41 % ▲   | 8,82 % ▲    | 8,55 % ▬     | 6,89 % ▼    | 6,09 % ▼         | 5,88 % ▼      |
| Počet mandátů          | 83          | 16          | 16           | 13          | 11               | 11            |
| Předchozí volby (2010) | 34,8 % (62) | 8,53 % (15) | nová strana  | 8,13 % (14) | 15,42 % (28)     | 12,15 % (22)  |

### Podrobné výsledky
| Strana                                                         | Počet hlasů | Hlasy v % | +/–      | Počet mandátů | +/–   |
| -------------------------------------------------------------- | ----------- | --------- | -------- | ------------- | ----- |
| SMER - sociálna demokracia                                     | 1 134 280   | 44,41%    | ▲ +9,62% | 83            | ▲ +21 |
| Kresťanskodemokratické hnutie                                  | 225 361     | 8,82%     | ▲ +0,30% | 16            | ▲ +1  |
| OBYČAJNÍ ĽUDIA a nezávislé osobnosti                           | 218 537     | 8,55%     | —        | 16            | ▲ +12 |
| Most-Híd                                                       | 176 088     | 6,89%     | ▼ -1,23% | 13            | ▼ -1  |
| Slovenská demokratická a kresťanská únia - Demokratická strana | 155 744     | 6,09%     | ▼ -9,33% | 11            | ▼ -17 |
| Sloboda a Solidarita                                           | 150 266     | 5,88%     | ▼ -6,26% | 11            | ▼ -11 |
| Slovenská národná strana                                       | 116 420     | 4,55%     | ▼ -0,52% | 0             | ▼ -9  |
| Strana maďarskej koalície - Magyar Koalíció Pártja             | 109 484     | 4,28%     | ▼ -0,05% | 0             | ▬     |
| 99% - občiansky hlas                                           | 40 488      | 1,58%     | —        | 0             |       |
| Ľudová strana Naše Slovensko                                   | 40 460      | 1,58%     | ▲ +0,25  | 0             | ▬     |
| Zmena zdola, Demokratická únia Slovenska                       | 33 155      | 1,29%     | —        | 0             |       |
| Strana slobodné slovo – Nory Mojsejovej                        | 31 159      | 1,22%     | —        | 0             |       |
| Ľudová strana - Hnutie za demokratické Slovensko               | 23 722      | 0,93%     | ▼ -3,39  | 0             | ▬     |
| Komunistická strana Slovenska                                  | 18 583      | 0,72%     | ▼ -0,11  | 0             | ▬     |
| Národ a Spravodlivosť – naša strana                            | 16 234      | 0,63%     | —        | 0             |       |
| Strana zelených                                                | 10 832      | 0,42%     | ?        | 0             |       |
| PRÁVO A SPRAVODLIVOSŤ                                          | 10 604      | 0,41%     | —        | 0             |       |
| Robíme to pre deti – SF                                        | 8 908       | 0,34%     | —        | 0             |       |
| Zelení                                                         | 7 860       | 0,30%     | —        | 0             |       |
| NÁŠ KRAJ                                                       | 4 859       | 0,19%     | —        | 0             |       |
| Strana demokratickej ľavice                                    | 4 844       | 0,18%     | ▼ -2,23  | 0             | ▬     |
| Obyčajní ľudia                                                 | 4 320       | 0,16%     | —        | 0             |       |
| Strana živnostníkov Slovenska                                  | 3 963       | 0,15%     | —        | 0             |       |
| Strana občanov Slovenska                                       | 3 836       | 0,15%     | —        | 0             |       |
| Strana Rómskej únie na Slovensku                               | 2 891       | 0,11%     | —        | 0             |       |
| STRANA +1 HLAS                                                 | 779         | 0,03%     | —        | 0             |       |
| Celkem                                                         | 2 553 726   | 100,00%   |          | 150           |       |

## Kandidující politické subjekty

### Ústřední volební komise
Předsedou Ústřední volební komise (ÚVK) byl pro následující volby vylosován Péter Nyilfa za SMK-MKP, místopředsedkyní Tatiana Janečková za SMER-SD.

### Číselný seznam
Seznam zaregistrovaných stran s vylosovanými čísly:
1. Zelení
2. Kresťanskodemokratické hnutie
3. Strana demokratickej ľavice
4. Slovenská národná strana
5. OBYČAJNÍ ĽUDIA a nezávislé osobnosti
6. Sloboda a Solidarita
7. PRÁVO A SPRAVODLIVOSŤ
8. NÁŠ KRAJ
9. Strana zelených
10. Ľudová strana Naše Slovensko
11. SMER - sociálna demokracia
12. Zmena zdola, Demokratická únia Slovenska
13. Národ a Spravodlivosť – naša strana
14. Komunistická strana Slovenska
15. Strana Rómskej únie na Slovensku
16. Most-Híd
17. 99% - občiansky hlas
18. Ľudová strana - Hnutie za demokratické Slovensko
19. STRANA +1 HLAS
20. Robíme to pre deti - SF
21. Obyčajní ľudia
22. Slovenská demokratická a kresťanská únia - Demokratická strana
23. Strana občanov Slovenska
24. Strana maďarskej koalície - Magyar Koalíció Pártja
25. Strana slobodné slovo – Nory Mojsejovej
26. Strana živnostníkov Slovenska

## Předcházející události

### Pád vlády
Do krize se pravicová vláda Ivety Radičové dostala kvůli nesouhlasu koaliční strany Svoboda a Solidarita s posílením pravomocí Evropského nástroje finanční stability (tzv. euroval).
Premiérka Iveta Radičová se rozhodla spojit hlasování NR SR dne 11. října 2011 o přijetí eurovalu s vyslovením důvěry svého kabinetu. Ze 124 přítomných poslanců hlasovalo PRO jen 55 poslanců z poslaneckých klubů SDKÚ-DS, KDH a Most-Híd spolu s poslanci Martinem Feckem (člen klubu SaS), Františkem Šebejem (člen OKS, poslanecký klub Most-Híd) a Andrejem Ďurkovským (nezařazený). Z poslanců tvořících vládní koalici se hlasování nezúčastnilo 18 členů klubu SaS, dále tři členové seskupení Obyčajní ľudia a tři členové frakce OKS v klubu strany MOST-HÍD.
Vláda Ivety Radičové tak po 15 měsících v úřadu padla.

### Rozhodnutí o předčasných volbách
Po dohodě koalice a opozice přijali poslanci dne 13. října 2011 návrh ústavního zákona o konání předčasných parlamentních voleb na jaře 2012. Prezident republiky Ivan Gašparovič následně vládu odvolal, aby ji posléze mohl pověřit vedením státu do předčasných voleb.

## Předvolební situace

### Programy
V únoru 2012 proběhlo během konference "Politika trhu práce v programoch politických strán", kterou organizoval Inštitút zamestnanosti, hodnocení programů politických stran týmem odborníků. Zaměřovali se především na čtyři oblasti: řešení dlouhodobé nezaměstnanosti, sociální systém, propojování vzdělávání a trhu práce, institucionální ráme politiky trhu práce.
Celkové pořadí programů (v závorce výsledná průměrná známka):
- KDH (2,44): Začína to prácou / Cesta pre Slovensko
- SMER-SD (2,49): PROGRAMOVÉ ZAMERANIE NA VOLEBNÉ OBDOBIE 2012 - 2016
- SMK-MKP (2,57): A MEGOLDÁS PROGRAMJA
- SDKÚ-DS (2,60): Pre viac práce na Slovensku
- ĽS-HZDS (2,67): Národný, kresťanský a sociálny program pre Slovensko[nedostupný zdroj]
- Most-Híd (2,83): LEN ZODPOVEDNE, CSAK FELELŐSEN
- OĽaNO (2,97): Volebný program hnutia OBYČAJNÍ ĽUDIA a nezávislé osobnosti
- SaS (3,10): Volebný program SaS pre budúce generácie
- 99 % (3,18): 9 + 9 priorít pre Slovensko (program)
- SNS (3,85): Nový volební program 2012 je nedostupný
- SSS-NM (4,28): Volebný program

### Kampaň

#### Gorila
S celkovou situací na Slovensku silně otřásla kauza Gorila. Spis s krycím názvem Gorila, který na veřejnost unikl v prosinci 2011, údajně vypracovala Slovenská informační služba a zabývá se vlivem finanční skupiny Penta na slovenské politiky a tamní privatizaci. Spis má obsahovat i informace o financování stran SMER-SD, SDKÚ-DS, KDH a SMK-MKP. V současnosti je spis stále ve vyšetřování.
K první demonstraci došlo v Bratislavě dne 27. ledna 2012. Po celém Slovensku se pak protestovalo 3. února. Demonstrace zaznamenala města Košice, Zvolen, Žilina, Trenčín, Nitra, Prievidza, Prešov a Spišská Nová Ves. Největší protesty od listopadu 1989 ovšem zažila Bratislava. Na náměstí SNP v centru města se shromáždilo přes deset tisíc lidí. Dav se po projevech vypravil k Úřadu vlády SR, kde na budovu demonstranti házeli banány, vejce, dělobuchy a světlice. Po skončení oficiální části protestu se početná skupina demonstrujících vydala k budově parlamentu. Zde prolomila policejní zátaras a demonstrovala přímo před vchodem do NR SR. Po policistech lidé házeli vejce a dlažební kostky. Nakonec policie dav rozehnala pomocí vodního děla.
K dalším Anti-gorilím demonstracím docházelo průběžně až do času voleb. Vyvrcholením se stal protestní pochod den před volbami v pátek 9. března, kdy proti demonstrantům musela zakročit policie i slzným plynem.

#### Maďarská karta
Jako v předchozích volbách i v těchto, byť nikoli v takové míře, vytahovaly některé slovenské politické strany tzv. maďarskou kartu s cílem populisticky vzbudit v lidech strach nebo obavy, zároveň nabídnout řešení, a přesvědčit tak občany, aby jim odevzdali svůj hlas.
Odstartovala Mečiarova ĽS-HZDS, která podala podnět k Ústřední volební komisi na prošetření dvojjazyčných billboardů SMK-MKP.
Následně se předseda Slovenské národní strany Ján Slota obul do Andreje Hrnčiara, primátora města Martin, který se rozhodl kandidovat do parlamentu na kandidátce strany Most-Híd. Označil jej za „špinavého gaunera a zrádce slovenských zájmů.“ SNS se tak snažila zviditelnit v očích veřejnosti, již od minulých voleb se totiž pohybovala na hranici zvolitelnosti a podle sociologů byla jedním z favoritů na vypadnutí z parlamentu. Deník SME.sk o SNS napsal: Ekonomický program je směsí ukradnutých téz použitých v naprosto nevhodném čase a populistikých nesmyslů, jejichž realizace by znamenala kolaps hospodářství. Tyto sliby jsou i na billboardech, na které přidali i otevřeně protiromská hesla.
Anna Belousovová, předsedkyně nacionální strany Národ a spravedlnost, zase prohlásila: „Slováci by nemali dopustiť, aby o výsledku volieb a smerovaní krajiny rozhodla maďarská a rómska menšina.“

### Průzkumy
Veškeré předvolební průzkumy předvídaly vítězství levicové strany SMER – sociálna demokracia, která zvítězila i v předchozích dvou volbách v letech 2006 a 2010.
Předseda strany Robert Fico oznámil, že i v případě, pokud by jeho strana získala nadpoloviční většinu poslanců, chce vládnout ve dvojkoalici s další standardní parlamentní stranou.
Tou by mohlo být pravicové Křesťanskodemokratické hnutí, o jejich společné koalici se uvažovalo už po volbách 2010, ale nakonec dalo KDH přednost pravicové koalici.
Sám předseda hnutí Ján Figeľ prohlásil, že velká koalice SMER-SD, KDH a SDKÚ-DS by nebyla po volbách špatným řešením.
Mikuláš Dzurinda, bývalý premiér a současný předseda pravicové SDKÚ-DS, však povolební spolupráci se stranou SMER vyloučil. S Ficem nechtěla jít ani liberální Sloboda a Solidarita.
Podobné stanovisko zaujala i strana Most-Híd, jejíž předseda Béla Bugár prohlásil, že pustí-li se pravicová strana do spolupráce s SMER-SD, znamená to její zničení.
Ještě na konci února přibližně 1,4 milionu oprávněných voličů nevědělo, komu odevzdají svůj hlas.

#### Tabulka
| Strana   | Volby 2010 | Volby 2010 | září     | září    | listopad | listopad | prosinec | prosinec | leden    | leden   | únor I   | únor I  | únor II  | únor II |
| Strana   | procenta   | mandáty    | procenta | mandáty | procenta | mandáty  | procenta | mandáty  | procenta | mandáty | procenta | mandáty | procenta | mandáty |
| -------- | ---------- | ---------- | -------- | ------- | -------- | -------- | -------- | -------- | -------- | ------- | -------- | ------- | -------- | ------- |
| SMER-SD  | 34,79%     | 62         | 43,1%    | 70      | 45,2%    | 79       | 43,9%    | 74       | 41,8%    | 81      | 37.3%    | 69      | 39,7%    | 75      |
| SDKÚ-DS  | 15,42%     | 28         | 12,8%    | 21      | 11,3%    | 20       | 10,2%    | 17       | 8,3%     | 16      | 6,1%     | 11      | 5,1%     | 10      |
| SaS      | 12,14%     | 22         | 8,0%     | 13      | 7,5%     | 13       | 5,6%     | 9        | 6,4%     | 12      | 5,9%     | 11      | 5,1%     | 9       |
| KDH      | 8,52%      | 15         | 9,0%     | 15      | 9,9%     | 17       | 10,0%    | 17       | 9,3%     | 18      | 10,3%    | 19      | 10,4%    | 20      |
| Most-Híd | 8,12%      | 14         | 5,9%     | 9       | 7,0%     | 12       | 8,3%     | 14       | 6,4%     | 13      | 6,0%     | 11      | 7,0%     | 13      |
| SNS      | 5,07%      | 9          | 8,5%     | 14      | 5,4%     | 9        | 5,6%     | 9        | 4,8%     | 0       | 4,2%     | 0       | 4,7%     | 0       |
| SMK-MKP  | 4,33%      | 0          | 5,3%     | 8       | 3,6%     | 0        | 2,8%     | 0        | 3,4%     | 0       | 2,4%     | 0       | 3,9%     | 0       |
| ĽS-HZDS  | 4,32%      | 0          | 3,0%     | 0       | 2,5%     | 0        | 2,1%     | 0        | 1,5%     | 0       | 1,8%     | 0       | 1,3%     | 0       |
| OĽaNO    | —          | (4)        | —        | —       | 2,9%     | 0        | 5,8%     | 10       | 5,2%     | 10      | 8,9%     | 16      | 6,7%     | 13      |
| 99 %     | —          | —          | —        | —       | —        | —        | —        | —        | 4,6%     | 0       | 6,9%     | 13      | 5,2%     | 10      |
| SSS–NM   | —          | —          | —        | —       | —        | —        | —        | —        | 1,6%     | 0       | 3,5%     | 0       | 2,5%     | 0       |

## Průběh voleb
Průběh voleb byl po celý den poklidný, i přestože se policie obávala a avizovala možné problémy, jako například kupování hlasů v romských osadách. Došlo pouze k drobným incidentům, kdy například muž přišel do volební místnosti, zde roztrhal své volební lístky a vyhodil je nad sebe.
Očekávala se ovšem rekordně nízká volební účast. Podle průzkumu více než 1,5 milionu voličů ještě v únoru nebylo rozhodnuto, koho bude volit. Zatím vždy přišlo na Slovensku během parlamentních voleb volit více než 50 % oprávněných voličů. Tyto volby tak mohla být tato hranice poprvé nedosažena.
Vyšší volební účast v průběhu dne hlásilo pouze hlavní město Bratislava, kde v některých okrscích podle předběžných odhadů překročila 50 %, někde dokonce i 60 %. Naopak tomu je na východě Slovenska, kde je již tradičně menší zájem o volby. Průměrná účast zde během dne dosahovala 30–40 %. Ve východoslovenské metropoli Košicích byla podle prvních odhadů volební účast vyšší 40–50 %. Výjimku tvořilo romské sídliště Luník IX, kde byla účast jen necelé 4 %, přičemž minulé volby tu dosahovala alespoň 23 %.
Negativní vliv na průběh voleb neměl ani požár, který v odpoledních hodinách zachvátil hrad Krásna Hôrka nedaleko Rožňavy. Podle předběžných odhadů se průměrná účast v obci Krásnohorské Podhradie pohybovala na úrovni 30–35 %.
V 18 hodin se před sídlem prezidenta Slovenské republiky v Bratislavě sešla skupinka manifestantů, která pomocí rakve vyrobené z kartonu, smutečního věnce a svíček uspořádala tichý symbolický pohřeb demokracie na Slovensku.
Volební místnosti se uzavřely přesně ve 22:00. Výjimkou byly tři místnosti v obci Šoporňa, kde byl konec hlasování posunut o deset minut kvůli komplikacím na začátku hlasování.

### Referendum
Ve městě Kolárovo (Gúta) a v obci Tešedíkovo (Pered) obývaných převážně příslušníky maďarské menšiny na jižním Slovensku spojili předčasné parlamentní volby s komunálním referendem o přijetí původního maďarského názvu města/obce.

## Povolební situace
Vznikla jednobarevná vláda strany SMER-SD pod vedením Roberta Fica, přestože k jednání byly vyzvány i ostatní parlamentní středopravicové strany. Ty pozvání na povolební vyjednávání s Ficem přijaly, avšak vstup do jeho vlády odmítly.
S návratem Roberta Fica do vedení státu hrozilo i zhoršení maďarsko-slovenských vztahů, případně diplomatické střety. Fico byl vůči Maďarům vždy kritický a často hrál na slovenskou nacionalistickou notu.
Ruský zpravodajský server zase informoval, že Slovensko se za nové vlády Roberta Fica stane nejvíce proruskou zemí v Evropské unii.